# Illeașivka, Ostroh
Illeașivka (în ucraineană Ілляшівка) este un sat în comuna Kuteanka din raionul Ostroh, regiunea Rivne, Ucraina.

## Demografie
Componența lingvistică a localității Illeașivka
     Ucraineană (100%)
Conform recensământului din 2001, toată populația localității Illeașivka era vorbitoare de ucraineană (100%).